# Jean Gabilou
John Gabilou, cujo verdadeiro nome é Gabriel Lewis Laughlin; (Papeete, Taiti, Polinésia Francesa, 28 de fevereiro de 1944) é um cantor francês de origem taitiana, conhecido por ter representado a França no Festival Eurovisão da Canção 1981, em Dublin.

## Biografia
Nasceu no seio de uma família de dez irmãos, ele cresceu em Papeete até à idade de 13 anos antes de ir para Faa com sua família.
Em 1963, um amigo, Robert Ralph, pediu-lhe para cantar uma melodia no hotel Matavai. Ele interpretou duas valsas e uma canção religiosa intitulada "When The Saints Go Marching In" em versão rock. Na mesma noite, ele recebeu o seu primeiro contrato de 60 horas do CPS e ele decidiu realmente entrar na música.
Assim começou uma longa carreira. Isso ocorreu durante dois anos com os irmãos Vernaudon. Então ele canta em um clube chamado os dois irmãos com Pitate Hars por mais dois anos. Um guitarrista chamado Petiot em seguida, pediu para ele integrar o grupo chamado de "Barefoot Boys", que ele se juntou com a idade de 23 anos. Em seguida, ele foi convidado para cantar no Bar Lea. Ele canta 1966-1968, em seguida, separa o "Barefoot Boys".
Ele fundou sua banda chamada "Banjo Boys", um grupo formado com os seus amigos Kitty Salmon, Jacky Bougues Marius Charles e Michael Garcia.
A canção "Little Island Sagrado" foi lançada em 1968 e o disco vendeu (cerca de 54 000) cópias. Em 1969 ele fez sua primeira viagem a Nova Caledónia. Em 1971, cantou no hotel Tahara'a e foi observado por uma senhora chamada Paulette Vienot. No ano seguinte, ela envia-o para os Estados Unidos para se reunir com os gestores. No mesmo ano, ele foi para a Inglaterra e Paris. Ele assinou um contrato em Paris com Eddie Barclay para a canção "Moi les filles, je les aime", um tema canção que não consguiu o sucesso esperado.
Em 1979, mudou-se para os Estados Unidos.
Em 1981, ele foi contatado para representar a França no Festival Eurovisão da Canção 1981. Depois de uma seleção de longas e difíceis na metrópole, ele cantou a música "Humanahum" e, apesar da gripe, terminou em terceiro lugar na competição com 125 pontos.
Em 1983, ele celebrou sua carreira de vinte anos em Papeete, e em 1985 casou com Moeata. Ele viaja por todo o Pacífico, com ela, e produzidas no Japão, Austrália, Nova Zelândia.
Em 1993 ele retornou ao palco com " Hei No Tamatoa". Em seguida, ocorre uma terrível ruptura em sua vida como cantor. Estamos em 1995: Gabilou após a manipulação de um osteopata, perdeu temporariamente a sua voz.
Felizmente, tudo acabou restaurou a voz e no ano seguinte, lançou o álbum " Rohipehe". Em 2000, um outro ponto de viragem na sua vida artística, ele decidiu produzir suas próprias canções, em colaboração com o cantor Andy Tupaia. Com seu amigo John Marote Mariassouce que ajuda a produzir um álbum em que gravou a canção "Fakateretere" que fez um splash. O álbum vendeu 20 000 cópias.
Gabilou continua a atuar no palco. Em 2001 e 2002 ele foi convidado para ir a Rarotonga e Ilhas Cook, para cantar na frente de 3 500 pessoas. Em 2003, ele atuou nos Oscardes da música polinésia.

## Discografia
- 2008 : Fafaru
- 2003 : Poerava
- 2001 : Fakateretere
- 1999 : Barefoot, en souvenir de Joe Garbutt
- 1997 : Rohipehe
- 1996 : Na’oe Vairea
- 1994 : Mama Ella
- 1992 : La Dépêche + Hei No Tamatoa
- 1990 : Nohoarii
- 1989 : Hianau